# Монгольські вторгнення до Японії

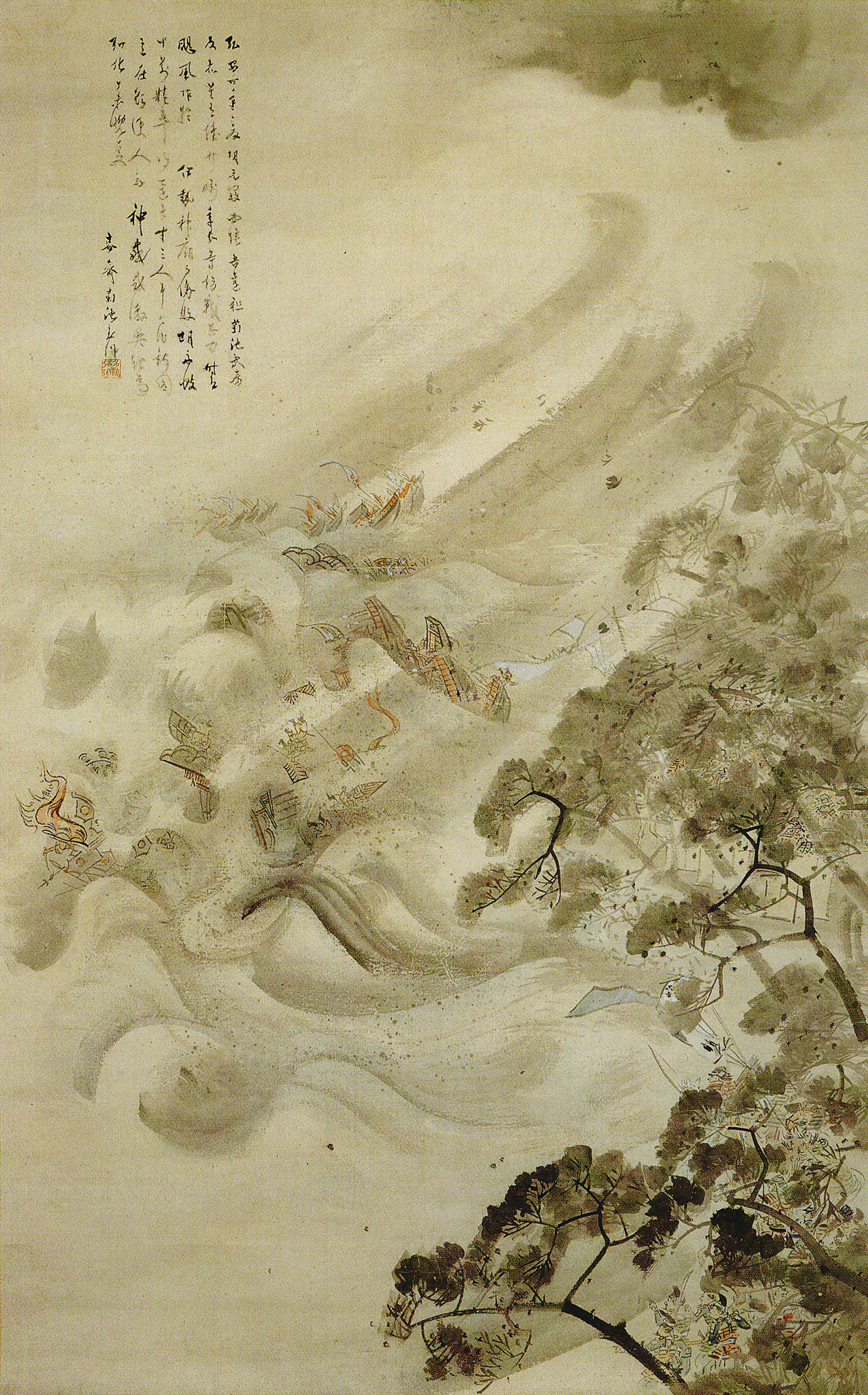
«Монгольські вторгнення до Японії» (Кікуті Йосай, 1847). Кораблі нападників розбиває божественний вітер камікадзе

Монгольські вторгнення до Японії (яп. 元寇, ґенко, «монгольські вторгнення»; кит.: 日本征伐, «каральний похід на Японію») — дворазове вторгнення флотів і армій монгольсько-китайської імперії Юань та її васальної корейської держави Корьо у другій половині XIII століття до Японії.
Перша експедиція відбулася у 1274 році, отримавши назву «похід року Бун'ей», а друга — у 1281 році, що відома під назвою «похід року Коан». Обидві кампанії монголів закінчилися провалом завдяки витривалості японських захисників та «божественним вітрам» камікадзе — тайфунам, що понищили експедиційні флоти нападників.
Ця перемога острів'ян поклала край зазіханням материкових держав на Японський архіпелаг і сприяла укріпленню у свідомості керівників та духовних осіб японського суспільства ідеї про богообраність Японії.

## Міжнародна ситуація
Протягом першої половини — середини 13 століття Японія перебувала під економічним та культурним впливом китайської династії Південна Сун. Офіційних дипломатичних відносин між обома країнами не існувало, але на приватному рівні мав місце активний обмін речей та ідей. Так, під впливом сунських китайців в Японії поширилися сунська монета, порцеляна, чай та дзен-буддизм. Останній знаходився під особливою опікою японського самурайського уряду — Камакурського шьоґунату, фактична влада в якому належала шьоґунським регентам з роду Ходжьо.
Між тим цим на материку набирала сили Монгольська імперія. 1234 року вона завоювала Північний Китай, 1258 року васалізувала корейську династію Корьо, а 1259 року вторгалася до Південного Китаю, підконтрольного Південній Сун. 1260 року монголів очолив новий каган Хубілай, який продовжив кампанію проти сунців і планував залучити до неї Японію. Японці знали про агресивну зовнішню політику молодої імперії від корьоських біженців і сунських ченців, тому завчасно розпочали укріплення західних областей країни.
1266 року, за намовлянням корьоського чиновника Чо І, монгольська сторона відправила перше посольство до Японії. Воно складалося з посла Хейді, віце-посла Інхона, корейських провідників Сона Кунбі та Кіма Чхана. Посольство дісталося південнокорейського острова Коджедо, але через шторми на морі відмовилося плисти далі в Японію. Повернувшись до Хубілая, посол і його супровід намагалися переконати кагана в марності місії. Проте розгніваний Хубілай розпустив делегацію і відправив друге посольство на чолі з Паном Пу, наближеним корьоського вана Вонджона. В лютому 1268 року воно прибуло до японської адміністрації Дадзайфу на півночі острова Кюсю. Японський урядовець Сьоні Сукемото прийняв від гостей державне послання монгольського кагана і прикріпну грамоту корьоського вана, та відправив документи до Камакури. В них монголи вимагали від Японії під загрозою війни визнати монгольську зверхність.
В квітні 1268 року Камакурський шьоґунат очолив восьмий регент, 17-річний Ходжьо Токімуне. Він отримав документи монгольського посольства, але проігнорував його вимоги. Токімуне передав лист і грамоту через зв'язкового Сай'онджі Санеуджі формальному голові держави — Імператору Японії, який також відмовився відповідати послам. Відчуваючи наближення небезпеки, шьоґунат посилив контроль за регіональною владою, а Імператорський двір розіслав по провінційних монастирях і святилищах наказ проводити молебні за безпеку держави і поразку іноземної держави. Ці події справили вплив на релігійне життя Японії, спричинивши появу «Трактату про встановлення праведності та заспокоєння держави» Нітірена. Тим часом монгольська делегація чекала на відповідь японського уряду протягом семи місяців, після чого була змушена безрезультатно повернутися до Хубілая.
Наприкінці 1268 року Монгольська імперія вислала друге посольство до Японії. До його складу увійшли посол Хейді, віцепосол Інхон, високопосадовці Шень Сіцюань, Чень Цзіхоу, корейські чиновники на чолі з Паном Пу. Цього разу посольство допливло лише до японського острова Цушіма, де вчинило розбій і полонило двох чоловіків Тоджіро й Яджіро, яких привезло назад до столиці Хубілая в Даду. Після цієї події до Японії прибуло посольство корейських повстанців з числа ванської армії Самбьольчо, які закликали шьоґунат разом виступити проти монголів, однак його заклики також були проігноровані місцевою владою.
В жовтні 1271 року Хубілай відрядив до Японії посольство під проводом Чжао Лянбі з наказом визнати верховенство його новопроголошеної династії Юань. Цей наказ був проігнорований шьоґунатом і двором так само як і попередні. У відповідь Хубілай розпочав підготовку до масштабного походу на Японію, паралельно продовжуючи висилати посольства. Згідно з «Історією Юань. Розділ Корьо» серед монгольського командування розглядалося три варіанти підкорення Японського архіпелагу. Перший передбачав переведення до Кореї великої армії, розрив водного сполучення між Японією і Південною Сун, встановлення блокади і примушення японців до визнання монгольського сюзеренітету. Згідно з другим планом, який підтримувало більшість офіцерів, слід було ліквідувати Південну Сун, а потім руками підкорених китайців захопити Японію. Останній варіант полягав у використанні корьоської армії для нападу на Японські острови. «Історія Корьо» та «Історія Юань» повідомляють, що монгольське керівництво вважало завоювання Південної Сун першочерговим завданням, проте за наполяганням корьоських командувачів, особливо майбутнього вана Чжурьона, було ухвалено рішення здійснити перший напад на Японію через Корейський півострів із застосуванням корьоського флоту та армії.
Хубілай віддав наказ Корьо збудувати кораблі та заготувати провізію для походу на Японію. Витрати на будівництво покладалися повністю на корьоську сторону. За півроку корьосці змайстрували близько 900 великих і малих кораблів. Ця інформація просочилася до японського сьоґунату, який посилив прибережну охорону західних провінцій та призначив головнокомандувачами регіону Кюшю голів родів Шьоні й Отомо. Між тим в березні 1273 року війська монгольської династії Юань здобули столицю Південної Сун та придушили повстання корьоських патріотів з Самбьольчо.

## Похід 1274
В середині 1274 року Хубілай відправив для завоювання Японії велику армію, числом у 30 тисяч вояків. Вона складалася з монголів, чжурчженів, китайців і корейців. Маршалом-головнокомандувачем армії був монгол Сіньду. Посади його радників і заступників обіймали віце-маршал, китаєць Лю Фухен та правий віце-маршал, кореєць Хон Тагу. Армії допомагали корьоське військо і флот, якими командував генерал Кім Пангьон. В листопаді того ж року армія завойовників дісталася півдня Корейського півострова, сіла на корейські кораблі і вирушила з бухти Вольпхо в напрямку Японії.
5 жовтня близько 1000 монгольських воїнів висадилися на пляжі о. Цушіма, після чого розбили місцеве військо та вбили тамтешнього сюгодая Сукекуні Со. Також, монголи вирізали значну частину населення. 14 жовтня монголи прибули на о. Ікі. Місцевий сюгодой Тайра но Каґетака послав проти них 100 японських воїнів, що були розбиті ворогом. Також, 1000 самураїв було вбито при обороні Хідзумського замку. Після цього Тайра но Каґетака покінчив життя самогубством. 16-17 жовтня монголи вторглися до володінь клану Саші: Хірато, Така та Ноконо. Хусаші Саші, Томару Саші та Ісаму Саші було вбито.
Після цього монгольські війська висадилися на території Акасака. Побачивши їх, лідер місцевого клану Такехуса Кікучі здійснив напад. Його військо вбило 100 монгольських воїнів і змусило решту відступити до Сохару. Привівши підкріплення в тисячі бійців, монголи знову прибули до Торікаї-Ґаті. Шюенаґа Такезакі вдало напав на них, після чого його син, Мічіясу Шіраїчі, добив ворога. Монголи втратили 3500 воїнів. 
Через вищеописані події, виснажена монгольська армія взялася відступати та вирушила до кораблів. Зрозумівши це, самураї взялися за нічні напади. Керівник монгольської експедиції, корейський флотоводець Хон Дангу, вирішив негайно відпливти. Через це монголи потрапили до тайфуну, який знищив все військо та кораблі.

## Посилення оборони
Після 1275 р. лідери південних японських кланів взялися за укріплення своїх володінь щоб захистити їх від наступного вторгнення яке вважали неминучим. 1276 року на узбережжі Хакатської затоки був побудований двометровий мур.
Знищений монголами храм Хакодзакі був відбудований та отримав для захисту 120 благородних самураїв.
Японський клан Шьоні планував завдати відповідного удару по Кореї, керувати яким мав Шьоні Цукецуке, хоча цього так і не відбулося.
Осінню 1275 р. хан імперії Юань Хубілай відправив до Японії п'ять емісарів, які повідомляли про вимоги здатися та були обезголовлені. Їхні рештки зберігаються в храмі Джору-Джі префектури Канаґава. 29 липня 1279 р. таке ж число емісарів повторило їхню долю. Через деякий час Хубілай вирішив напасти. 21 лютого 1280 р. японський імперський суд дав наказав всім шінтоїстським монахам, що мешкають в храмах, молитися за перемогу.

## Похід 1281
На весні 1281 р. монгольська армія вирушила на Японію двома частинами: першу складали 900 кораблів, в яких знаходилося 17 000 монгольських, 15 000 китайських та 10 000 монгольських моряків, що вирушили з Масану до Кореї. Проте основну частину складали 100 000 (142 000) вояків з Південного Китаю на 3500 кораблях. Японські джерела також згадують близько 150 000 ворогів, що проводили вторгнення. На разі ці дані вважають перебільшеними та наводять кількість до 14 000 юаньських моряків.
21 травня 1281 р. монгольська ескадра здійснила похід до о. Цушіма, де зустріла жорстокий спротив, внаслідок якого відійшла назад. 8 червня розділений на дві частини монгольський флот прибув до Умі-но-Накамічі, де був розбитий японськими військами. Японці втратили 300 людей. Хон Дагу та китайський флотоводець Чен Чжен ледь не померли. Наступного дня останній здійснив повторний удар більш організованими силами, проте був змушений ще раз відводити війська на о. Ікі. 29 червня 1281 р. японці на чолі з кланами Мацура і Такаґамі здійснили на Ікі похід. 2 липня вони висадились на пляжі Іекійо де вирізали значну частину ворожої армії. Юаньський флот відступив на о. Хірато.
5 липня 1281 р. Шьоенаґа Такесакі напав на ворожий флот та вщент розгромив його. Після цього більшість юаньських командирів втекло до Китаю.
Через це близько 100 000 монгольських воїнів, локалізованих на о. Така, залишилися без командирів. 7 липня 1281 р. клани Тоґо, Фуджівара та Шімадзу вирізали ворога. Було взято 20-30 000 полоненими. На цьому війна була завершена.

## Наслідки
Монгольське вторгнення до Японії стало першим випадком застосування самураїв проти зовнішньої сили. Також, це перший випадок їхньої боротьби за інтереси Японії (хоча японці вели бойові дії із внутрішнім ворогом ще за півтори тисячі років до цього).
Також, японські війська ознайомилися з кардинально різним бойовим стилем:
```
Згідно з нашими воєнними манерами, спочатку ми повинні викликати когось з лідерів ворога на ім'я, після чого виставити свого представника на двобій. Проте монголи взагалі не займались подібними договорами. Вони билися у загальній масі, нападаючи на будь-кого з людей, котрих вони могли схопити чи вбити.
```

Після вторгнення японські мечі набули іншої будови: тачі і чьокуто не могли пробити монгольські обладунки, тому їхні леза зробили коротшими і товстішими. Це привело до появи катани.
Юаньські походи підтвердили нездатність монголів до ведення війни на воді, що проявилося під час їхніх невдалих вторгнень до В'єтнаму. 
Також, це був один з перших випадків використання порохової зброї.
В кінці XIV ст. останній хан імперії Юань, Тоґон-Темур, реалізував мир та розширив зону торгівлі з Японією.